# Europese kampioenschappen kunstschaatsen 2005

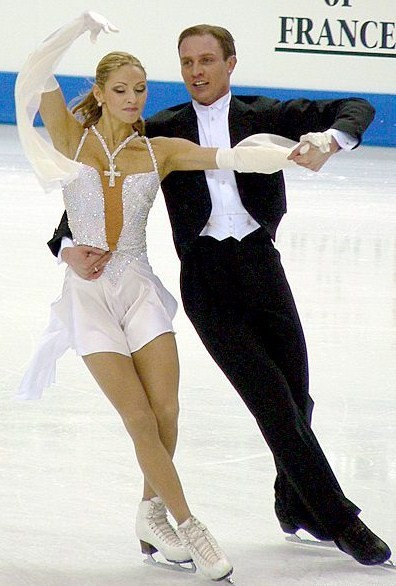
Het duo Navka en Kostomarov in actie tijdens de Europese kampioenschappen kunstschaatsen 2005

De Europese Kampioenschappen kunstschaatsen zijn wedstrijden die samen een jaarlijks terugkerend evenement vormen, georganiseerd door de Internationale Schaatsunie (ISU).
De kampioenschappen van 2005 vonden plaats van 25 tot en met 30 januari in het Palavela in Turijn, ook de locatie voor het Olympisch kunstschaatsen van 2006. Het was de eerste keer dat de kampioenschappen in Turijn plaatsvonden en de derde keer in Italië, in 1949 en 1998 was Milaan gaststad voor de kampioenschappen.
Voor de mannen was het de 97e editie, voor de vrouwen en paren was het de 69e editie en voor de ijsdansers de 52e editie.
| Programma | Programma          | Programma           | Programma            | Programma          | Programma           | Programma         | Programma |
| --------- | ------------------ | ------------------- | -------------------- | ------------------ | ------------------- | ----------------- | --------- |
|           | dinsdag 25 januari | woensdag 26 januari | donderdag 27 januari | vrijdag 28 januari | zaterdag 29 januari | zondag 30 januari |           |
| Paren     | korte kür          | lange kür           |                      |                    |                     | Gala              |           |
| Mannen    |                    | korte kür           | lange kür            |                    |                     | Gala              |           |
| IJsdansen | verplichte kür     |                     | originele kür        | lange kür          |                     | Gala              |           |
| Vrouwen   |                    |                     |                      | korte kür          | lange kür           | Gala              |           |

## Deelname
Alle Europese ISU-leden hadden het recht om één startplaats per discipline in te vullen. Extra startplaatsen (met en maximum van drie per discipline) zijn verdiend op basis van eindklasseringen op het EK van 2004
Eenendertig landen schreven deelnemers in voor dit toernooi, zij zouden samen 102 startplaatsen invullen. Rusland nam met het maximale aantal van twaalf startplaatsen deel aan dit toernooi.
Voor België nam Kevin Van der Perren voor de zesde keer deel in het mannentoernooi en debuteerde Isabelle Pieman in het vrouwentoernooi. Voor Nederland nam Karen Venhuizen voor de zesde keer deel in het vrouwentoernooi.
(Tussen haakjes het totaal aantal startplaatsen over de vier disciplines.)
| Rusland (11) Duitsland (7) Frankrijk (7) Oekraïne (7) Hongarije (5) Italië (5) Zwitserland (5) | Finland (4) Israël (4) Tsjechië (4) Verenigd Koninkrijk (4) Azerbeidzjan (3) Bulgarije (3) Oostenrijk (3) | Slowakije (3) Wit-Rusland (3) België (2) Estland (2) Litouwen (2) Polen (2) Roemenië (2) | Slovenië (2) Spanje (2) Turkije (2) Zweden (2) Andorra (1) Armenië (1) Bosnië en Herzegovina (1) | Georgië (1) Kroatië (1) Letland (1) Luxemburg (1) Nederland (1) Servië en Montenegro (1) |

## Medaille verdeling
Bij de mannen behaalde de Rus Jevgeni Ploesjenko zijn vierde Europese titel. In 2000, 2001 en 2003 werd hij eerder kampioen. Het was zijn zevende medaille, in 1998, 1999 en 2004 werd hij tweede. De Europees kampioen van 2004, de Fransman Brian Joubert, werd tweede, het was zijn vierde medaille, in 2002 werd hij derde en in 2003 tweede. De Duitser Stefan Lindemann op plaats drie, behaalde zijn eerste medaille bij de EK Kunstschaatsen.
Bij de vrouwen behaalde de Russin Irina Sloetskaja haar zesde Europese titel. In 1996, 1997, 2000, 2001 en 2003 werd zij eerder kampioen. Het was haar achtste medaille, in 1998 en 2002 werd zij tweede. Susanna Pöykiö op de tweede plaats behaalde haar eerste medaille bij de EK kunstschaatsen en de eerste medaille voor Finland bij de vrouwen. De Oekraïense Elena Liashenko op plaats drie behaalde haar tweede medaille, in 2004 werd ze tweede.
Bij de paren namen voor de derde keer drie paren uit Rusland plaats op het erepodium, ook in 1992 en 1994 was dit het geval. Het was de elfde keer bij de paren dat drie deelnemers uit hetzelfde land op het erepodium plaatsnamen, eerder bestond het podium 8× uit drie vrouwen uit de Sovjet-Unie. Het paar Tatiana Totmianina / Maxim Marinin werden voor de vierde keer op rij Europees kampioen. Het was hun vijfde medaille, in 2001 werden ze tweede. Het paar Joelija Obertas / Sergej Slavnov op plaats twee behaalden hun eerste medaille bij de EK. Het paar Maria Petrova / Aleksej Tichonov, op plaats drie behaalden hun zesde medaille, in 1999 en 2000 werden ze Europees kampioen, in 2002, 2003 ook derde en in 2004 tweede.
Bij het ijsdansen prolongeerde het Russische paar Tatiana Navka / Roman Kostomarov hun Europese titel. Het was hun derde medaille, in 2003 werden ze derde. Het Oekraïense paar Olena Hroesjyna / Roeslan Hontsjarov op plaats twee stond voor de tweede keer op het erepodium, in 2004 werden ze derde. Het Franse paar Isabelle Delobel / Olivier Schoenfelder op plaats drie behaalden hun eerste medaille bij de EK Kunstschaatsen.
| Discipline | Goud                                | Zilver                               | Brons                                   |
| ---------- | ----------------------------------- | ------------------------------------ | --------------------------------------- |
| Mannen     | Jevgeni Ploesjenko                  | Brian Joubert                        | Stefan Lindemann                        |
| Vrouwen    | Irina Sloetskaja                    | Susanna Pöykiö                       | Elena Liashenko                         |
| Paren      | Tatjana Totmjanina / Maksim Marinin | Joelija Obertas / Sergej Slavnov     | Maria Petrova / Aleksej Tichonov        |
| IJsdansen  | Tatjana Navka / Roman Kostomarov    | Olena Hroesjyna / Roeslan Hontsjarov | Isabelle Delobel / Olivier Schoenfelder |

## Uitslagen
| #                      | naam (deelname)           | land                          | punten | korte kür | lange kür |
| ---------------------- | ------------------------- | ----------------------------- | ------ | --------- | --------- |
| Goud                   | Jevgeni Ploesjenko (7)    | Vlag van Rusland              | 227.14 | 2         | 1         |
| Zilver                 | Brian Joubert (4)         | Vlag van Frankrijk            | 224.43 | 1         | 2         |
| Brons                  | Stefan Lindemann (6)      | Vlag van Duitsland            | 200.54 | 5         | 3         |
| 4                      | Stéphane Lambiel (5)      | Vlag van Zwitserland          | 196.47 | 3         | 7         |
| 5                      | Andrei Griazev (4)        | Vlag van Rusland              | 196.31 | 4         | 5         |
| 6                      | Kevin Van der Perren (6)  | Vlag van België               | 195.47 | 6         | 6         |
| 7                      | Frédéric Dambier (5)      | Vlag van Frankrijk            | 183.60 | 12        | 4         |
| 8                      | Gheorghe Chiper (7)       | Vlag van Roemenië             | 180.86 | 7         | 8         |
| 9                      | Samuel Contesti           | Vlag van Frankrijk            | 171.59 | 8         | 9         |
| 10                     | Kristoffer Berntsson (6)  | Vlag van Zweden               | 166.70 | 10        | 12        |
| 11                     | Jamal Othman              | Vlag van Zwitserland          | 163.48 | 13        | 11        |
| 12                     | Sergej Davydov (5)        | Vlag van Wit-Rusland          | 163.23 | 9         | 14        |
| 13                     | Roman Serov               | Vlag van Israël               | 162.76 | 15        | 10        |
| 14                     | Andrei Lezin              | Vlag van Rusland              | 157.39 | 18        | 16        |
| 15                     | Vachtang Moervanidze (10) | Vlag van Georgië              | 155.60 | 14        | 15        |
| 16                     | Silvio Smalun (3)         | Vlag van Duitsland            | 153.30 | 11        | 18        |
| 17                     | Trifun Zivanovic (2)      | Vlag van Servië en Montenegro | 148.54 | 16        | 16        |
| 18                     | Viktor Pfeifer            | Vlag van Oostenrijk           | 148.06 | 17        | 17        |
| 19                     | John Hamer                | Vlag van Verenigd Koninkrijk  | 144.10 | 20        | 19        |
| 20                     | Martin Liebers            | Vlag van Duitsland            | 141.43 | 22        | 20        |
| 21                     | Lukas Rakowski (4)        | Vlag van Tsjechië             | 140.58 | 19        | 22        |
| 22                     | Vitaly Danilchenko (5)    | Vlag van Oekraïne             | 138.53 | 23        | 21        |
| 23                     | Juraj Sviatko (4)         | Vlag van Slowakije            | 134.79 | 24        | 23        |
| 24                     | Arti-Pekka Nurmenkari (3) | Vlag van Finland              | 127.92 | 21        | 24        |
| 25                     | Paolo Bacchini *          | Vlag van Italië               | 116.97 | 32        | 25        |
| Vrije kür niet bereikt |                           |                               |        |           |           |
| 26                     | Andrei Dobrokhodov (2)    | Vlag van Azerbeidzjan         |        | 25        |           |
| 27                     | Gregor Urbas (5)          | Vlag van Slovenië             |        | 26        |           |
| 28                     | Maciej Kus                | Vlag van Polen                |        | 27        |           |
| 29                     | Michal Matloch            | Vlag van Tsjechië             |        | 28        |           |
| 30                     | Zoltán Tóth (4)           | Vlag van Hongarije            |        | 29        |           |
| 31                     | Aidas Reklys (6)          | Vlag van Litouwen             |        | 30        |           |
| 32                     | Juan Legaz                | Vlag van Spanje               |        | 31        |           |
| 33                     | Alper Ucar                | Vlag van Turkije              |        | 33        |           |

| #                      | naam (deelname)           | land                           | punten | korte kür | lange kür |
| ---------------------- | ------------------------- | ------------------------------ | ------ | --------- | --------- |
| Goud                   | Irina Sloetskaja (9)      | Vlag van Rusland               | 168.71 | 1         | 1         |
| Zilver                 | Susanna Pöykiö (4)        | Vlag van Finland               | 158.93 | 3         | 3         |
| Brons                  | Elena Liashenko (12)      | Vlag van Oekraïne              | 158.02 | 4         | 2         |
| 4                      | Júlia Sebestyén (9)       | Vlag van Hongarije             | 157.13 | 2         | 6         |
| 5                      | Jelena Sokolova (3)       | Vlag van Rusland               | 150.88 | 5         | 4         |
| 6                      | Galina Maniachenko (6)    | Vlag van Oekraïne              | 145.86 | 6         | 5         |
| 7                      | Carolina Kostner (3)      | Vlag van Italië                | 142.71 | 7         | 7         |
| 8                      | Daria Timoshenko (3)      | Vlag van Azerbeidzjan          | 132.19 | 8         | 11        |
| 9                      | Idora Hegel (6)           | Vlag van Kroatië               | 132.01 | 13        | 8         |
| 10                     | Sarah Meier (5)           | Vlag van Zwitserland           | 129.63 | 14        | 9         |
| 11                     | Elina Kettunen (4)        | Vlag van Finland               | 128.58 | 11        | 10        |
| 12                     | Annette Dytrt (3)         | Vlag van Duitsland             | 127.13 | 9         | 13        |
| 13                     | Kiira Korpi               | Vlag van Finland               | 125.46 | 12        | 12        |
| 14                     | Fleur Maxwell             | Vlag van Luxemburg             | 123.24 | 10        | 16        |
| 15                     | Roxana Luca (6)           | Vlag van Roemenië              | 121.22 | 16        | 15        |
| 16                     | Jenna McCorkell (3)       | Vlag van Verenigd Koninkrijk   | 120.91 | 17        | 14        |
| 17                     | Lina Johansson            | Vlag van Zweden                | 110.04 | 18        | 18        |
| 18                     | Diana Poth (6)            | Vlag van Hongarije             | 108.89 | 15        | 19        |
| 19                     | Tugba Karademir (4)       | Vlag van Turkije               | 106.98 | 21        | 17        |
| 20                     | Karen Venhuizen (6)       | Vlag van Nederland             | 105.45 | 19        | 21        |
| 21                     | Candice Didier (2)        | Vlag van Frankrijk             | 102.87 | 20        | 22        |
| 22                     | Sonja Radeva (2)          | Vlag van Bulgarije             | 101.84 | 24        | 20        |
| 23                     | Andrea Kreuzer            | Vlag van Oostenrijk            | 92.82  | 23        | 23        |
| 24                     | Bianka Padar              | Vlag van Hongarije             | 92.18  | 22        | 24        |
| Vrije kür niet bereikt |                           |                                |        |           |           |
| 25                     | Petra Lukacikova (2)      | Vlag van Tsjechië              |        | 25        |           |
| 26                     | Elena Glebova             | Vlag van Estland               |        | 26        |           |
| 27                     | Jaqueline Belenyesiova    | Vlag van Slowakije             |        | 27        |           |
| 28                     | Laura Fernandez           | Vlag van Spanje                |        | 28        |           |
| 29                     | Gintare Vostrecovaite (4) | Vlag van Litouwen              |        | 29        |           |
| 30                     | Teodora Poštič            | Vlag van Slovenië              |        | 30        |           |
| 31                     | Valentina Marchei (2)     | Vlag van Italië                |        | 31        |           |
| 32                     | Evgenia Melnik            | Vlag van Wit-Rusland           |        | 32        |           |
| 33                     | Cindy Carquillat          | Vlag van Zwitserland           |        | 33        |           |
| 34                     | Melissandre Fuentes       | Vlag van Andorra               |        | 34        |           |
| 35                     | Karin Brandstaetter       | Vlag van Oostenrijk            |        | 35        |           |
| 36                     | Isabelle Pieman           | Vlag van België                |        | 36        |           |
| 37                     | Nina Bates                | Vlag van Bosnië en Herzegovina |        | 37        |           |

| #      | naam (deelname)                              | land               | punten | korte kür | lange kür |
| ------ | -------------------------------------------- | ------------------ | ------ | --------- | --------- |
| Goud   | Tatjana Totmjanina (7) Maksim Marinin (7)    | Vlag van Rusland   | 196.28 | 1         | 1         |
| Zilver | Joelija Obertas (6) Sergej Slavnov (2)       | Vlag van Rusland   | 177.10 | 2         | 2         |
| Brons  | Maria Petrova (9) Aleksej Tichonov (7)       | Vlag van Rusland   | 175.89 | 3         | 3         |
| 4      | Aliona Savchenko (3) Robin Szolkowy          | Vlag van Duitsland | 158.73 | 4         | 4         |
| 5      | Tatjana Volosozjar (3) Stanislav Morozov (5) | Vlag van Duitsland | 151.79 | 5         | 5         |
| 6      | Rebecca Handke (2) Daniel Wende (2)          | Vlag van Duitsland | 135.19 | 6         | 6         |
| 7      | Marylin Pla (2) Yannick Bonheur (2)          | Vlag van Frankrijk | 120.20 | 8         | 9         |
| 8      | Olga Bestandigova (7) Jozef Bestandig (7)    | Vlag van Slowakije | 120.09 | 9         | 7         |
| 9      | Joelia Belohlazova (2) Andrej Bech (2)       | Vlag van Oekraïne  | 119.50 | 11        | 8         |
| 10     | Julia Shapiro (2) Vadim Akolzin (2)          | Vlag van Israël    | 119.20 | 7         | 10        |
| 11     | Diana Rennik (4) Aleksei Saks (4)            | Vlag van Estland   | 110.95 | 10        | 12        |
| 12     | Roemjana Spassova Stanimir Todorov           | Vlag van Bulgarije | 109.72 | 13        | 11        |
| 13     | Olga Bogouslavska (4) Andrei Brovenko (4)    | Vlag van Rusland   | 102.08 | 12        | 13        |

| IJsdansen | IJsdansen                                     | IJsdansen                    | IJsdansen | IJsdansen  | IJsdansen | IJsdansen |
| #         | naam (deelname)                               | land                         | punten    | verpl. kür | org. kür  | vrije kür |
| --------- | --------------------------------------------- | ---------------------------- | --------- | ---------- | --------- | --------- |
| Goud      | Tatjana Navka (11) Roman Kostomarov (7)       | Vlag van Rusland             | 214.97    | 1          | 1         | 1         |
| Zilver    | Olena Hroesjyna (10) Roeslan Hontsjarov (10)  | Vlag van Oekraïne            | 205.30    | 2          | 2         | 3         |
| Brons     | Isabelle Delobel (7) Olivier Schoenfelder (7) | Vlag van Frankrijk           | 202.10    | 4          | 4         | 2         |
| 4         | Galit Chait (9) Sergei Sakhnovski (9)         | Vlag van Israël              | 200.98    | 5          | 3         | 4         |
| 5         | Federica Faiella (5) Massimo Scali (4)        | Vlag van Italië              | 181.89    | 6          | 6         | 5         |
| 6         | Oksana Domnina (3) Maksim Sjabalin (3)        | Vlag van Rusland             | 178.91    | 7          | 7         | 6         |
| 7         | Svetlana Kulikova (2) Vitali Novikov (2)      | Vlag van Rusland             | 169.10    | 10         | 8         | 7         |
| 8         | Sinead Kerr (2) John Kerr (2)                 | Vlag van Verenigd Koninkrijk | 167.04    | 8          | 9         | 8         |
| 9         | Kristin Fraser (4) Igor Loekanin (5)          | Vlag van Azerbeidzjan        | 165.96    | 9          | 10        | 9         |
| 10        | Nóra Hoffmann (3) Attila Elek (3)             | Vlag van Hongarije           | 160.13    | 11         | 11        | 10        |
| 11        | Anastasia Grebenkina (2) Vazgen Azrojan (5)   | Vlag van Armenië             | 154.31    | 13         | 12        | 11        |
| 12        | Nathalie Pechalat Fabien Bourzat              | Vlag van Frankrijk           | 148.32    | 14         | 13        | 13        |
| 13        | Natalia Gudina (6) Alexei Beletsky (5)        | Vlag van Israël              | 147.11    | 2          | 17        | 12        |
| 14        | Pamela O'Conner (2) Jonathon O'Dougherty (2)  | Vlag van Verenigd Koninkrijk | 144.46    | 16         | 14        | 14        |
| 15        | Christina Beier (2) William Beier (2)         | Vlag van Duitsland           | 138.60    | 17         | 16        | 16        |
| 16        | Joelia Holovina (4) Oleg Voiko (6)            | Vlag van Oekraïne            | 136.46    | 18         | 18        | 15        |
| 17        | Aleksandra Kauc (3) Michał Zych (2)           | Vlag van Polen               | 135.16    | 15         | 15        | 18        |
| 18        | Alessia Aureli (2) Andrea Vaturi (2)          | Vlag van Italië              | 131.08    | 19         | 19        | 17        |
| 19        | Diana Janostakova Jiri Prochazka (4)          | Vlag van Tsjechië            | 119.52    | 21         | 20        | 19        |
| 20        | Daniela Keller Fabian Keller                  | Vlag van Zwitserland         | 108.39    | 20         | 21        | 20        |
| 21        | Anna Galcheniuk Oleg Krupen                   | Vlag van Wit-Rusland         | 79.03     | 22         | 22        | 21        |
| -         | Albena Denkova (12) Maksim Staviski (8)       | Vlag van Bulgarije           | t.z.t.    | 3          | 5         |           |

Medaillewinnaars

Mannen · 
Vrouwen ·
Paren · 
IJsdansen

Toernooi

1891 · 
1892 · 
1893 · 
1894 · 
1895 · 
1896-1897 · 
1898 · 
1899 · 
1900 · 
1901 · 
1902-1903 · 
1904 · 
1905 · 
1906 · 
1907 · 
1908 · 
1909 · 
1910 · 
1911 · 
1912 · 
1913 · 
1914 · 
1915-1921 · 
1922 · 
1923 · 
1924 · 
1925 · 
1926 · 
1927 · 
1928 · 
1929 · 
1930 · 
1931 · 
1932 · 
1933 · 
1934 · 
1935 · 
1936 · 
1937 · 
1938 · 
1939 ·
1940-1946 · 
1947 · 
1948 · 
1949 · 
1950 · 
1951 · 
1952 · 
1953 · 
1954 · 
1955 · 
1956 · 
1957 · 
1958 · 
1959 · 
1960 · 
1961 · 
1962 · 
1963 · 
1964 · 
1965 · 
1966 · 
1967 · 
1968 · 
1969 · 
1970 · 
1971 · 
1972 · 
1973 · 
1974 · 
1975 · 
1976 · 
1977 · 
1978 · 
1979 · 
1980 · 
1981 · 
1982 · 
1983 · 
1984 · 
1985 · 
1986 · 
1987 · 
1988 · 
1989 · 
1990 · 
1991 · 
1992 · 
1993 · 
1994 · 
1995 ·
1996 · 
1997 · 
1998 · 
1999 · 
2000 · 
2001 · 
2002 · 
2003 · 
2004 · 
2005 · 
2006 ·
2007 ·
2008 ·
2009 ·
2010 ·
2011 ·
2012 ·
2013 ·
2014 ·
2015 ·
2016 ·
2017 ·
2018 ·
2019 ·
2020 ·
2021 · 
2022 · 
2023 · 
2024 · 
2025

WK kunstschaatsen ·
WK kunstschaatsen junioren ·
Viercontinentenkampioenschap ·
Olympische Spelen